# Tschistopol
Tschistopol (russisch Чистополь; tatarisch Чистай / Çistay) ist eine Stadt in Russland in der Teilrepublik Tatarstan. Sie hat 60.755 Einwohner (Stand 14. Oktober 2010) und liegt rund 140 km südöstlich der Republikhauptstadt Kasan, am linken Ufer der Kama.

## Geschichte
Der Ort entstand Anfang des 18. Jahrhunderts als Tschistoje Pole, wörtlich übersetzt „sauberes Feld“ beziehungsweise übertragen „weites Feld“. Anfangs war es ein Dorf, das bei einer Zählung 1763 bereits etwa 1000 Einwohner hatte. Es wurde Landwirtschaft betrieben, vor allem Getreideanbau.
Bei der russischen Gebietsreform Ende des 18. Jahrhunderts erhielt Tschistoje Pole als Verwaltungssitz eines Ujesds den Status einer Stadt. Dabei bürgerte sich der verkürzte Name Tschistopol erst allmählich ein. Im 19. Jahrhundert entwickelte sich die Stadt zu einem bedeutenden Getreidehandelsplatz der Wolga-Region, später entstand hier auch Industrie. Der Rajon Tschistopol ist bis heute ein bedeutendes Getreideanbaugebiet.

### Bevölkerungsentwicklung
| Jahr | Einwohner |
| ---- | --------- |
| 1897 | 20.104    |
| 1926 | 17.511    |
| 1939 | 31.973    |
| 1959 | 51.864    |
| 1970 | 60.005    |
| 1979 | 64.285    |
| 1989 | 65.468    |
| 2002 | 63.029    |
| 2010 | 60.755    |

Anmerkung: Volkszählungsdaten

## Wirtschaft
In der Stadt sind heute über ein Dutzend Fabriken in Betrieb, darunter ein Uhrenwerk, in dem die Wostok Uhren hergestellt werden, mehrere Nahrungsmittelfabriken, eine Schiffswerft sowie ein Joint-Venture-Unternehmen mit der Siemens AG zur Herstellung von Autoersatzteilen.

## Söhne und Töchter der Stadt
- Pjotr Kafarow (1817–1878), Archimandrit und Sinologe
- Alexander Butlerow (1828–1886), Chemiker
- Nikolai Lichatschow (1862–1936), Historiker[2][3]
- Gawriil Mjasnikow (1889–1945), Metallarbeiter, Berufsrevolutionär, Bolschewik und Dissident
- Sofia Gubaidulina (1931–2025), Komponistin
- Wiktor Mjasnikow (* 1948), Hürdenläufer
- Walentina Ryschenko (* 1948), Historikerin und Hochschullehrerin